# 赵倜

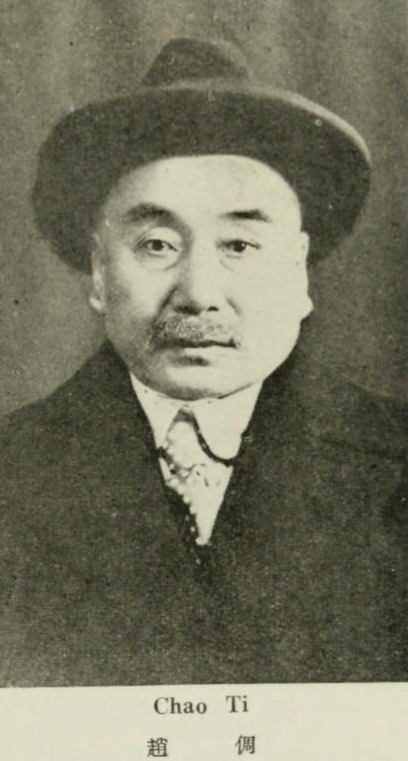
赵倜(《中国名人录》第四版增订, 1933年)

赵倜（1871年—1933年）原名金生，字周人，河南汝南（今河南平舆）人，中华民国军事将领。

## 生平

### 毅軍生涯
赵倜生于一个農民家庭，早年有志于学問。但是，因为貧困，1890年（光緒十六年）赵倜决定从军。起初他投入驻扎济南的毅軍馬玉昆部担任文書。后来，由于騎馬、射击訓練取得成效，1894年（光緒二十年）赵倜升任騎兵管带。同年甲午战争中，馬玉昆奉命率部开赴平壤，赵倜随军同日軍交战。
1898年（光緒二十四年），毅軍改组为武衛左軍，驻扎山海关，趙倜随军驻扎。1900年（光緒二十六年），趙倜升任統領。1908年（光緒三十四年），武衛左軍总統官馬玉昆逝世，姜桂題接任。趙倜继续辅佐姜桂題并获得其信任。由此，趙倜升任武衛左軍全軍翼長。辛亥革命之際，趙倜率部同山西省的閻錫山、陝西省的張鳳翽等革命派交战。後加入連署《段祺瑞等要求共和電》，逼退清帝。

### 统治河南及丢权
中华民国成立後，赵倜成为袁世凱的属下。1914年（民国3年）1月，赵倜任豫南剿匪督办，讨伐在陝西省、河南省活動的白朗。同年8月，白朗战死，趙倜因功获授宏威将軍。9月，被任命为德武将軍兼督理河南軍務。此後8年，趙倜统治河南。
1915年（民国4年）12月，赵倜支持袁世凱称帝，获封一等侯。1916年（民国5年）6月6日，袁世凯病死，7月6日，赵倜改任河南督軍。1917年（民国6年）5月23日，总统黎元洪免除段祺瑞总理职务，倪嗣冲即于29日宣佈安徽独立，同日赵倜亦宣告河南独立。省長田文烈被北京政府任命为農商总長，趙倜遂兼任省長。皖系的段祺瑞为了将河南纳入自己的勢力圏而企图罢免趙倜，趙倜乃同直系团结抵抗。1920年（民国9年）7月直皖战争爆发，趙倜站在直系一边，最终皖系倒台。
然而，直系的吴佩孚开始动手掌握河南大权。1921年（民国10年），吴佩孚手下的馮玉祥奉命压迫趙倜。趙倜获得奉系張作霖的支援。1922年（民国11年）4月第一次直奉战争爆发，趙倜站在奉系一边，對直系作战。结果奉系敗北，趙倜被馮玉祥击败。5月10日，趙倜的河南督軍职务被罷免。
此後，趙倜成为張作霖及張学良手下的高等顧問。趙倜曾多次试图重返河南，但均未成功。
1933年（民国22年），趙倜在北平德国医院病逝。享年63岁。